# 巴比亞山國家公園

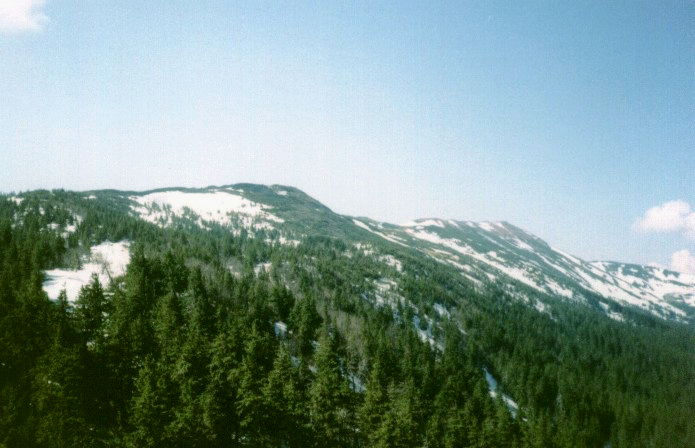

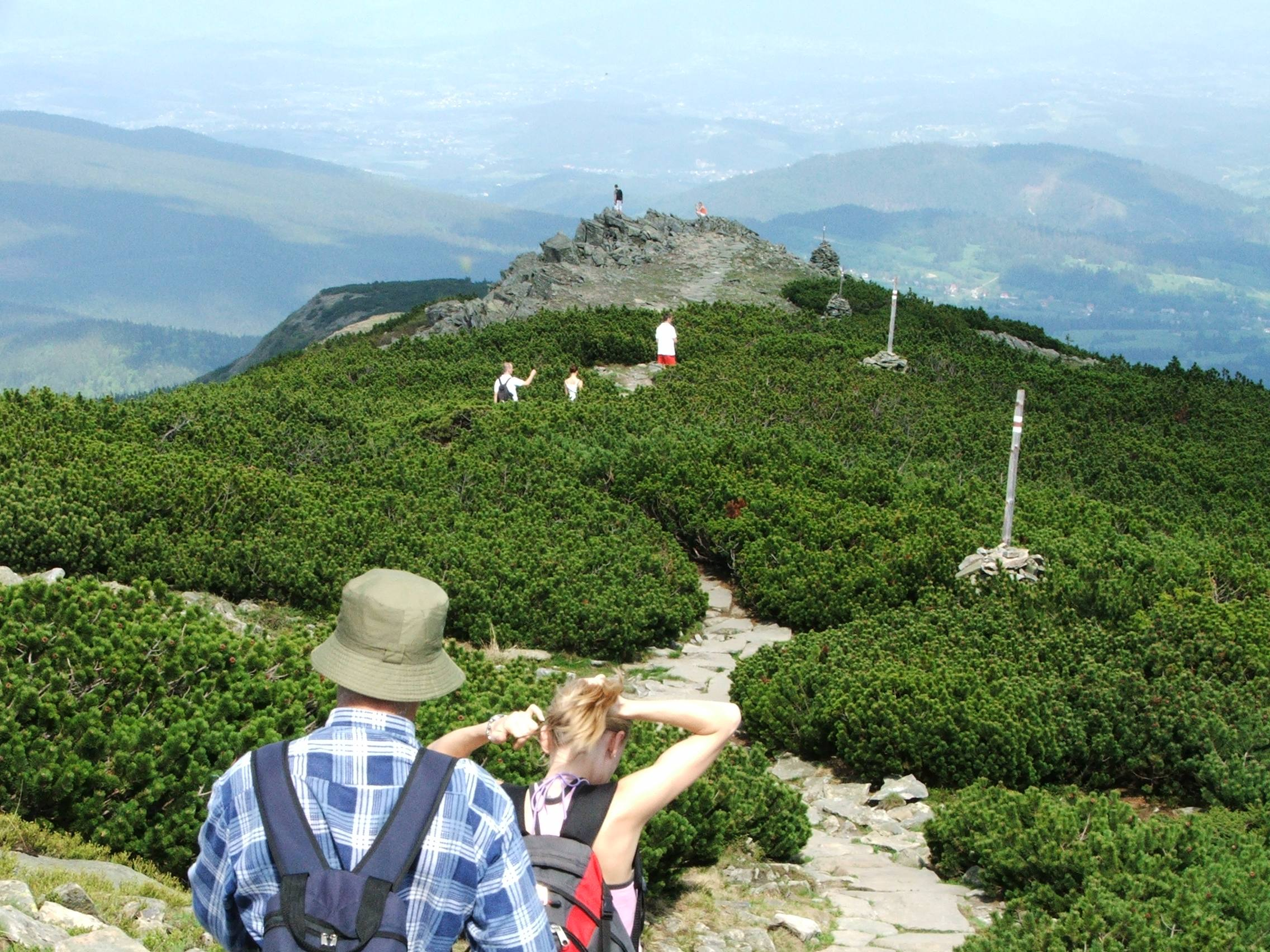

巴比亞山國家公園是波蘭的國家公園，位於該國東南部，毗鄰與斯洛伐克接壤的邊境，由小波蘭省負責管轄，始建於1954年，面積33.92平方公里，最高點海拔高度1,725米。
49°35′18.05″N 19°32′22.92″E / 49.5883472°N 19.5397000°E